# مركز أبحاث الحاسوب للعلوم الإسلامية
34°37′48″N 50°51′55″E / 34.629891°N 50.865403°E
مركز أبحاث الكمبيوتر للعلوم الإسلامية يُختصر بـ(CRCIS) ويُعرف بنور ونورسوفت هو مركز أبحاث أُنشئ في عام 1989 بهدف رقمنة موارد العلوم الإسلامية بناءً على اقتراح آية الله علي خامنئي، المرشد الأعلى للجمهورية الإسلامية في إيران؛ حيث رأى شُح المواد الرقمية الإسلامية.
يقع مركز البحوث الحاسوبية للعلوم الإسلامية في مدينة قم وله فروع في طهران وأصفهان ومشهد للتدريب والتوزيع. تتكون من أربعة أقسام وهي قسم التجارة والخدمات الثقافية، قسم البحوث، القسم الفني، وكيل الإنتاج، وكيل طهران، وكيل الإدارة والمالية، بالإضافة إلى مكتب الاتصالات الدولية ومكتب إدارة المشاريع.
أُنشئ مركز البحوث والدراسات الإسلامية بهدف تسهيل الوصول إلى مصادر ونصوص العلوم والثقافة الدينية الإسلامية من خلال تكنولوجيا المعلومات والاتصالات، وتوسيعها وتوسيعها في مجالات اللاهوت والمجتمعات الثقافية المحلية والدولية. ولذلك، فهو يقدم، من بين أمور أخرى، موقع نورمغز. كما أنشأ موقعًا إلكترونيًا للقرآن الكريم يحتوي على 30 ترجمة وحوالي 1000 تفسير، ويُسمى جامع التفسير حيث جمع عددًا ضخمًا من التفاسير القرآنية لجميع المذاهب الإسلامية.